# Sokoły, Piski
Sokoły [sɔˈkɔwɨ] (tiếng Đức: Falkendorf, until 1935 Sokollen bei Kumilsko) là một ngôi làng thuộc khu hành chính của Gmina Biała Piska, thuộc huyện Piski, Warmińsko-Mazurskie, ở miền bắc Ba Lan.
Trước năm 1945, khu vực này là một phần của Đức (Đông Phổ).